# Toulouges
Toulouges (în catalană Toluges) este o comună în departamentul Pyrénées-Orientales din sudul Franței. În 2009 avea o populație de 6.115 de locuitori.

## Evoluția populației
| An        | 1975  | 1982  | 1990  | 1999  | 2006  | 2009  |
| --------- | ----- | ----- | ----- | ----- | ----- | ----- |
| Populație | 2.868 | 3.637 | 4.955 | 5.396 | 5.701 | 6.115 |